# Martín Fariñas
Martín Fariñas Romero (Alcántara, Cáceres, 13 de febrero de 1958) es un entrenador de baloncesto profesional ya retirado que durante su carrera dirigió principalmente a distintos clubes de élite extremeños.

## Biografía
Tuvo dos experiencias en banquillos de clubes ACB, la primera como entrenador del Cáceres CB en la temporada 1992/93, club al que la temporada anterior había llevado a ascender a dicha categoría, convirtiéndose en el primer club extremeño en la historia en hacerlo, y la otra en la 1996/97 en la que dirigió durante 19 partidos al Baloncesto Fuenlabrada antes de ser cesado y sustituido por el que hasta aquel momento era su ayudante Óscar Quintana.
Tras dirigir durante dos temporadas al Círculo Badajoz en categoría LEB, en el año 2000 deja la práctica activa de técnico de baloncesto a la que ya no volvió salvo para experiencias puntuales al frente de la Selección extremeña.
Como reconocimiento a su labor en favor del baloncesto en Extremadura, el pabellón municipal de su localidad natal, Alcántara, pasó a denominarse Pabellón Martín Fariñas.

## Clubes
- 1987-88 : Cafés Delta Badajoz (1ªB)
- 1989-91 : Padeba Badajoz (1ª B)
- 1991-92 : Cáceres CB (1ª División)
- 1992-93 : Cáceres CB (ACB)
- 1993-94 : Agua de Quess Vetusta Oviedo (1ª División)
- 1995-96 : CB Fuenlabrada (Liga EBA)
- 1996-97 : CB Fuenlabrada (ACB)
- 1998-00 : Círculo Badajoz (LEB)

## Presidencia
- 2016-Actualidad : Federación Extremeña de Baloncesto (Fexb)